# Karl Rapp

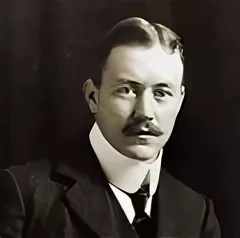
Karl Rapp (1911)

Karl Rapp (* 24. September 1882 in Ehingen (Donau); † 26. Mai 1962 in Locarno) war Gründer und Inhaber der Rapp Motorenwerke GmbH in München. 

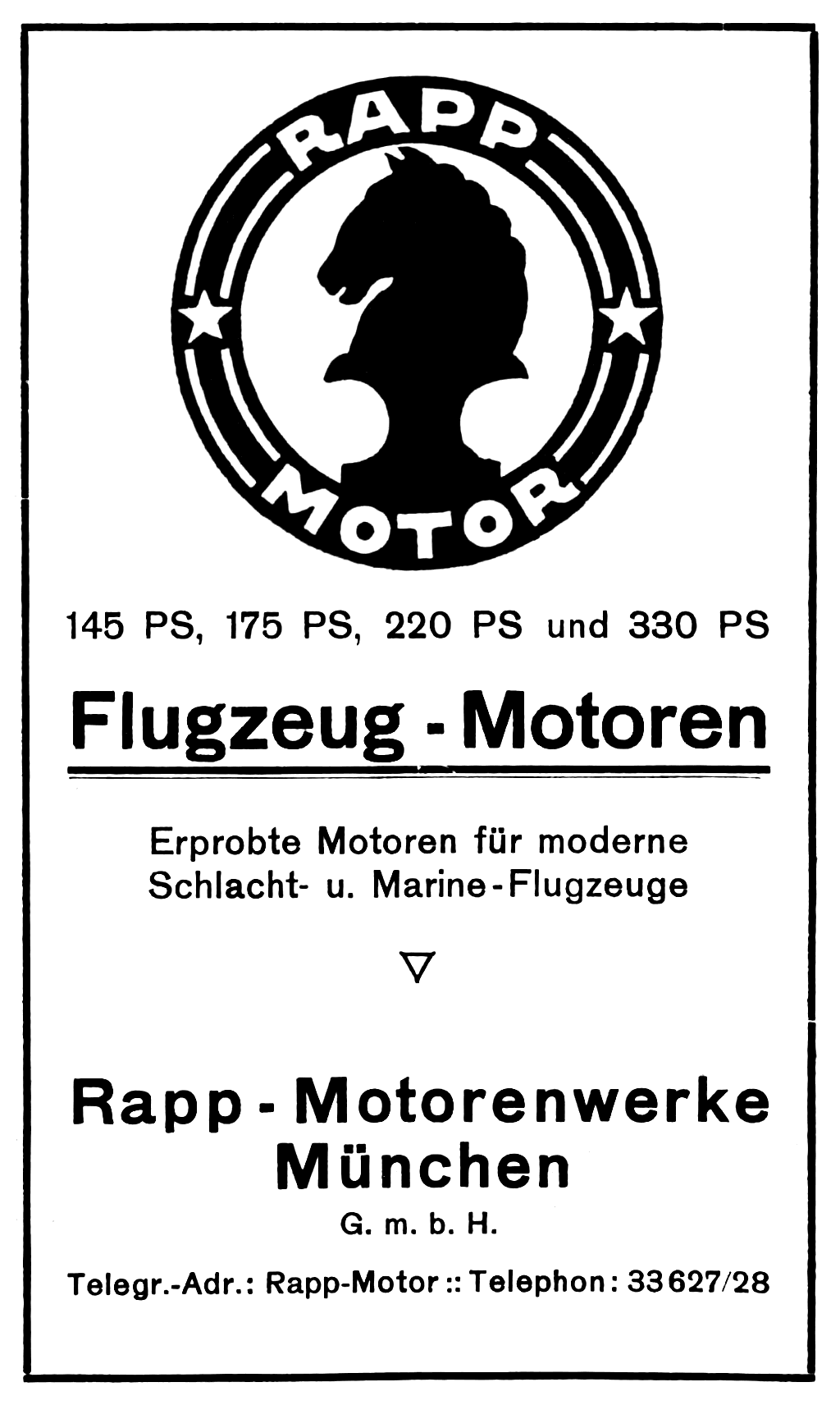
Werbung von 1915

## Biografie
Karl Rapp arbeitete nach seiner Ausbildung zum Ingenieur in Cannstatt als Inspekteur im Ausbesserungswerk bei der Königlich Württembergischen Eisenbahn. Von 1904 bis 1907 war er im technischen Büro der Daimler-Motoren-Gesellschaft angestellt, danach wirkte er beim Automobilhersteller Züst. 
Für ihre Flugmotorenproduktion gründete die Flugwerk Deutschland GmbH in München eine Zweigniederlassung, Karl Rapp und Joseph Wirth wurde am 20. Mai 1912 Prokura erteilt. 
Ingenieur Rapp beschäftigte sich als Betriebsleiter mit dem Entwurf von Doppeldeckern und Eindeckern. Als 1912 der Kaiserpreis für Flugmotoren ausgeschrieben wurde, konstruierte Rapp den Vierzylindermotor FD 1460 mit 90 PS, der dann 1913 bei dem Wettbewerb antrat, jedoch keinen Erfolg hatte.

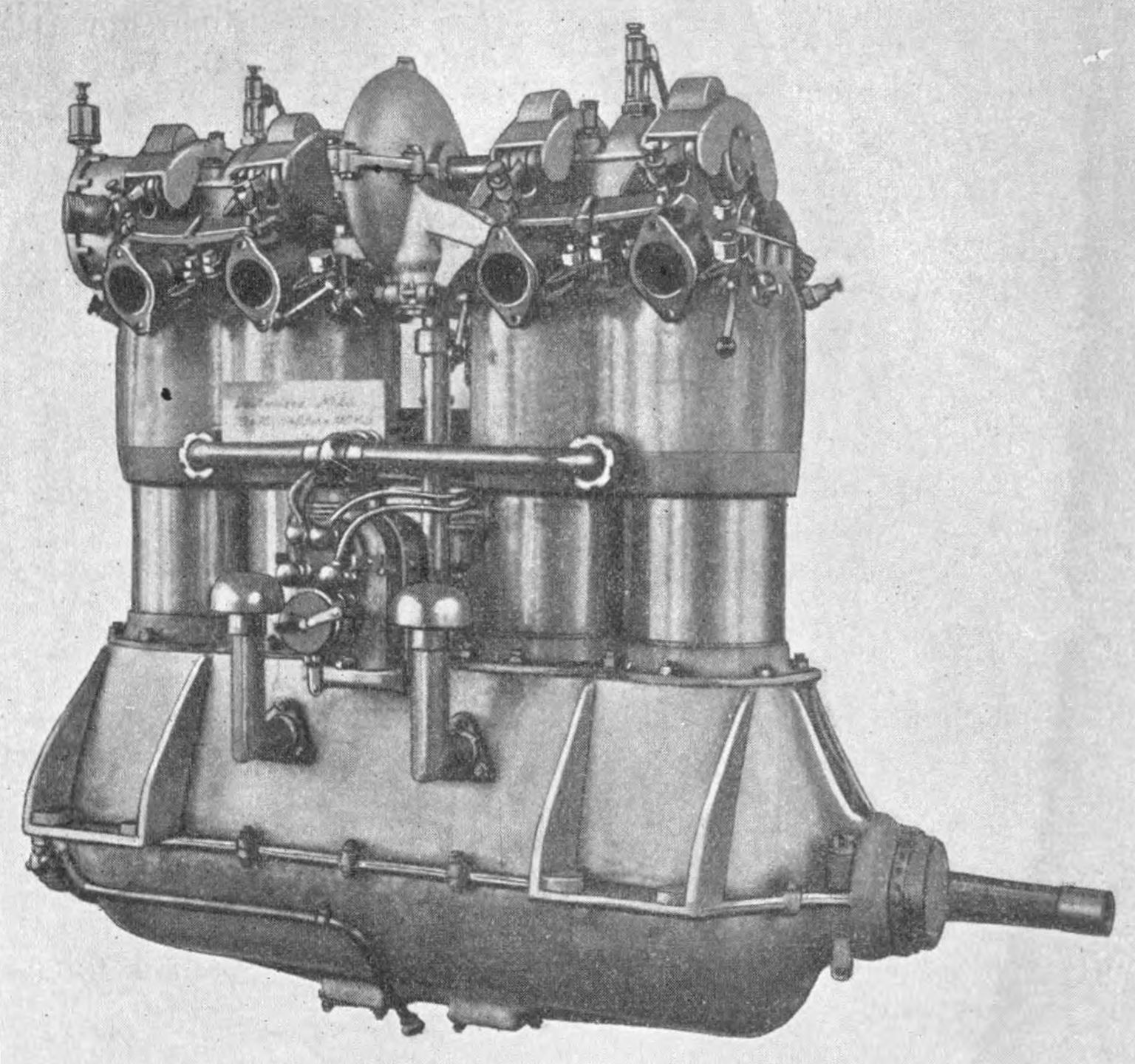
Vierzylinder Flugwerk Deutschland FD 1460 von Karl Rapp (1913)

Die Flugwerk Deutschland GmbH wurde im Sommer 1913 liquidiert und Joseph Wirth zum alleinigen Insolvenzverwalter bestellt,
Rapp übernahm die Konkursmasse und gründete gemeinsam mit Julius Auspitzer am 27. Oktober 1913 die Rapp Motorenwerke GmbH. Rapp arbeitete während des Ersten Weltkriegs im Flugmotorenbau mit den Gustav Otto Flugmaschinenwerken des Ingenieurs Gustav Otto zusammen. 1916 gerieten Otto und Rapp in finanzielle Schwierigkeiten. 
Ingenieur Franz Josef Popp übernahm erst die Bauaufsicht, dann die Geschäftsführung bei Rapp, erwarb die Konkursmasse der Gustav Otto Flugmaschinenwerke und fusionierte beide Firmen zur Bayerische Flugzeug-Werke AG (BFW).
Die Rapp Motorenwerke GmbH wurde 1917 durch Franz Josef Popp und den Großinvestor Camillo Castiglioni zur Bayerischen Motorenwerke GmbH (BMW) ausgebaut. Karl Rapp verließ das Unternehmen zu diesem Zeitpunkt und arbeitete bis etwa 1923 für die L. A. Riedinger Maschinenfabrik in Augsburg. 
Nach seinem Umzug in die Schweiz widmete sich Rapp der Kunst und unternahm 1929 mit dem Maler Otto Dill eine Afrikareise. Gemeinsam mit Auguste Piccard betrieb er Höhenforschung, außerdem besaß er in Locarno ein privates Observatorium, aus dem sich später das Sonnenobservatorium Specola Solare entwickelte.
Das Unternehmen Bayerische Motorenwerke GmbH (BMW) von Camillo Castiglioni wurde 1918 zur Aktiengesellschaft, 1920 an die Knorr-Bremse AG verkauft und firmierte bei verändertem Produktionsspektrum als Süddeutsche Bremsen-AG. Knorr-Bremse veräußerte 1922 die Motorenbau-Abteilung und den alten Unternehmensnamen BMW an die Bayerische Flugzeugwerke AG (BFW).